# Niphates toxifera
Niphates toxifera är en svampdjursart som beskrevs av Vacelet, Bitar, Carteron, Zibrowius och Perez 2007. Niphates toxifera ingår i släktet Niphates och familjen Niphatidae. Inga underarter finns listade i Catalogue of Life.